# Cristian Cortés (baloncestista)
Cristian Cortés (Rosario, Santa Fe, 16 de septiembre de 1990) es un baloncestista argentino-mexicano que juega en la posición de base.

## Trayectoria

### Clubes
| Club                       | País      | Año             |
| -------------------------- | --------- | --------------- |
| Obras Sanitarias           | Argentina | 2005 - 2010     |
| Estudiantes Concordia      | Argentina | 2011            |
| Mogi das Cruzes            | Brasil    | 2011 - 2012     |
| Abejas de León             | México    | 2012 - 2013     |
| Halcones Rojos de Veracruz | México    | 2013 - 2014     |
| Estudiantil Porteño        | Argentina | 2014            |
| Halcones Rojos de Veracruz | México    | 2014 - 2015     |
| Quimsa                     | Argentina | 2016            |
| Lanús                      | Argentina | 2016            |
| Argentino de Junín         | Argentina | 2016            |
| Fuerza Regia de Monterrey  | México    | 2016 - 2017     |
| Zonkeys de Tijuana         | México    | 2017            |
| Fuerza Regia de Monterrey  | México    | 2017 - 2020     |
| Aguacateros de Michoacán   | México    | 2020            |
| Toros de Torreón           | México    | 2021            |
| Fuerza Regia de Monterrey  | México    | 2021            |
| Dorados Capital            | México    | 2022            |
| Fuerza Regia de Monterrey  | México    | 2022            |
| Dorados Capital            | México    | 2023            |
| Astros de Jalisco          | México    | 2023            |
| Minas Tênis Clube          | Brasil    | 2024            |
| Provincial                 | Argentina | 2025 - Presente |

## Selección nacional
Cortés fue miembro de los seleccionados juveniles de baloncesto de Argentina, llegando a jugar en el Campeonato Mundial de Baloncesto Sub-19 de 2009.